# Listă de personalități din Hamburg
Listă de personalități din Hamburg pe ocupații:

### Actorie
- Fatih Akın (* 1973), regizor
- Hans Albers (1891–1960), actor
- Siegfried Arno (1895–1975), actor, parodist, cântăreț și dansator
- Eva Maria Bauer (1923–2006), actor
- Magda Bäumken (1890–1959), actor
- Rolf Becker (* 1935), ,actor
- Rudolf Beiswanger (1903-1984), actor, ...moderator.și ...intendant
- Fritz Benscher (1906-1970), actor, Quizmaster, ..moderator, .actor dublaj.și –.regizor
- Edgar Bessen (* 1933), actor
- Lotte Betke (1905–2008), actor (und Schriftstellerin)
- Dirk Bielefeldt (* 1957), actor.și .cabaretist
- Moritz Bleibtreu (* 1971), actor
- Hans-Peter Bögel (auch Hans Peter Bögel; * 1941), actor, TV- și actor dublaj sowie regizor
- Hark Bohm (* 1939), actor și regizor
- Uwe Bohm (* 1962), actor
- Ingrid von Bothmer (1918–2003), actor
- Nina Bott (* 1978), actor
- Gustav Burmester (1904–1978), regizor și actor
- Jessika Cardinahl (* 1965), actor
- Sophie Charlotte (n. 1989), actriță
- Till Demtrøder (* 1967), actor
- Olli Dittrich (* 1956), actor, muzician, compozitor și parodist
- Ida Ehre (1900–1989), intendantin și actor
- Conrad Ekhof (1720–1778), actor
- Till Endemann, (* 1976), regizor
- Marlies Engel (* 1943), actor
- Hans Epskamp (1903–1992), actor
- Heinz Erhardt (1909-1979), parodist, muzician, Entertainer, actor, poet
- Marek Erhardt (* 1969), actor
- Jan Fedder (* 1955), actor
- Helga Feddersen (1930–1990), actor
- Jürgen Flimm (* 1941), intendant
- Giulia Follina (* 1952), actor
- Uwe Friedrichsen (* 1934), actor
- Anna Führing (1866-1929), actor
- Johanna Gastdorf (* 1959), actor
- Gerda Gmelin (1919-2003), actor.și .director la teatru
- Helmuth Gmelin (1891-1959), actor.și .director la teatru
- Ernst Grabbe (1926–2006), actor
- Oliver Graf (* 1981), actor
- Jenny Gröllmann (1947–2006), actor
- Gustaf Gründgens (1899–1963), intendant și actor
- Evelyn Hamann (1942–2007), actor
- Raimund Harmstorf (1940–1998), actor
- Julia Heinemann (* 1968), actor
- Oliver Hirschbiegel (* 1957), regizor
- Hannelore Hoger (* 1942), actor
- Nina Hoger (* 1961), actor
- Mirjam Horwitz (1882–1967), Hamburger Kammerspiele, actor
- Max Jacob (1888–1967), fondatorHohnsteiner Puppenspiele
- Heidi Kabel (1914–2010), actor
- Heini Kaufeld (1920-1996), actor
- Ulrich Khuon (* 1951), intendant
- Charlotte Kramm (1900–1971), actor
- Karl-Heinz Kreienbaum (1915–2002), actor
- Diether Krebs (1947–2000), actor
- Regine Lamster (* 1954), actor
- Heinz Lanker (1916–1978), actor
- Rolf Liebermann (1910–1999), intendantStaatsoper
- Erwin Linder (1903–1968), actor (Hamburger Kammerspiele)
- Günter Lüdke (* 1930), actor
- Otto Lüthje (1902–1977), actor
- Kai Maertens (* 1958), actor
- Michael Maertens (* 1963), actor
- Peter Maertens (* 1931), actor (Thalia Theater)
- Willy Maertens (1893–1967), actor, .regizor.și ...intendant (Thalia Theater)
- Hans Mahler (1900–1970), actor.și ...intendant (Ohnsorg-Theater)
- Heidi Mahler (* 1944), actor
- Rolf Mares, Direktor la Schauspielhaus, la Thalia Theater.și la Staatsoper
- Lotte Mende (1834–1891), actor
- Hans-Werner Meyer (* 1964), actor
- Tetje Mierendorf (* 1972), parodist und actor
- Benjamin Morik (* 1968), actor
- Wanja Mues (* 1973), actor
- Rolf Nagel (* 1929), actor, fost ditrector la Hochschule für Musik.și Theater
- Sandra Nettelbeck (* 1966), regizor și sceanarist
- Ruth Niehaus (1925–1994), actor și regizor
- John Neumeier (* 1942), dansator.și -choreograph
- Richard Ohnsorg (1876–1947), actor, .fondator.și ..intendant
- Christoph M. Ohrt (* 1960), actor
- Friedhelm Ptok (* 1933), actor
- Will Quadflieg (1914–2003), actor
- Erna Raupach-Petersen (1904–1997), actor
- Ernie Reinhardt (* 1955), alias Lilo Wanders, ,actor.și .artist
- Utz Richter (* 1927), actor
- Lisa Riecken (* 1949), actor
- Werner Riepel (* 1922), actor
- Claudia Rieschel (* 1950), actor
- Lola Rogge (1908–1990), dansator, .coregraf.și .pedagog
- Paul Edwin Roth (1918–1985), actor
- Walter Scherau (1903-1962), actor
- Burkhard Schmeer (* 1964), actor
- Annemarie Schradiek (1907–1993), actor
- Fritz Schröder-Jahn (1908–1980), actor.și .regizor
- Michael Schumacher (* 1982), actor
- Anja Schüte (* 1965), actor
- Hilde Sicks (1920-2007), actor
- Bastian Sierich (* 1976), actor
- Douglas Sirk (1900–1987), regizor
- Susan Sideropoulos (* 1980), actor.și .cântăreț
- Carsten Spengemann (* 1972), actor.și TV..moderator
- Manfred Steffen (1916–2009), actor, .știri-.și .actor dublaj
- Jessica Stockmann (* 1967), actor
- Nathalie Thiede (* 1987), actor
- Gyula Trebitsch (1914–2005), Film.producător
- Kostja Ullmann (* 1984), actor
- Collien Ulmen-Fernandes (* 1981), actriță, moderatoare TV și fotomodel german, de origine indiană
- Henry Vahl (1897–1977), actor
- Harald Vock (1925-1998), regizor, .sceanarist, ,..autor, .producător.și .jurnalist
- Jürgen Vogel (* 1968), actor
- Jana Voosen (* 1976), actor
- Otto Waalkes (* 1948), comic, .desenator anime, .cântăreț, ,actor
- Dieter Wedel (* 1942), regizor
- Christa Wehling (1928-1996), actor
- Gisela Wessel (* 1926), actor
- Kai Wessel (* 1962), regizor
- Armin Wick (1914–2008), actor
- Nele Woydt (* 1971), actor și cântăreț
- Erich Ziegel (1876–1950), intendant, regizor u. actor

## Mass-media
- Nadja Abd el Farrag (* 1965), moderator TV
- Rudolf Augstein (1923–2002), jurnalist, editor  a revistei al Spiegel
- Franziska Augstein (* 1964), jurnalist
- Stefan Aust (* 1946), jurnalist, redactor șef a revistei a Spiegel (seit 1994)
- Kristiane Backer (* 1966), jurnalist
- Heinz Bauer (* 1939), editor
- Reinhold Beckmann (* 1956), moderator TV, locuiește in Hamburg
- Dagmar Berghoff (* 1952), speaker a Tagesschau, moderator
- Jo Brauner (* 1937), speaker la Tagesschau
- Gerd Bucerius (1906–1995), editor (Die Zeit), CDU-politcian
- Werner Burkhardt (1928–2008), critic de teatru
- Marion Gräfin Dönhoff (1909–2002), jurnalist a revistei Die Zeit (1946–2002)
- Laura Dünnwald (* 1974), speaker la Tagesschau
- Axel Eggebrecht (1899–1991),  jurnalist, scriitor
- Kurt Emmerich (1930–2006), reporter de sport
- Collien Fernandes (* 1981), moderator TV și model
- Karl Fleischer (1915–2002), speaker la Tagesschau și NDR
- Hanns Joachim Friedrichs (1927–1995), moderator TV
- Oliver Geissen (* 1969), moderator TV
- Pamela Großer (* 1977), moderator TV și actor
- Nikolaus Hansen (* 1951), editor
- Jan Hofer (* 1952), speaker la Tagesschau, jurnalist, moderator
- Claus Jacobi (* 1927), jurnalist
- Alexana Jahr (1940–2006), editor
- Angelika Jahr-Stilcken (* 1941), jurnalist, redactor , editor
- John Jahr senior (1900–1991), editor
- John Jahr junior (1933–2006), editor
- Karl-Heinz Köpcke (1922–1991), speaker la Tagesschau de la  1959 la 1987
- Johannes B. Kerner (* 1964), moderator TV, locuiește in Hamburg
- Bernd Kundrun (* 1957), manager
- Monica Lierhaus (* 1970), moderator TV
- Ivar Lissner (1909–1967), redactor șef a revistei Kristall, scriitor
- Tim Mälzer (* 1971), bucătar, moderator TV
- John Ment (* 1963), moderator radio
- Ernst Naumann (1921–2004), editor
- Frank Otto (* 1957), editor (Hamburg 1, Hamburger Morgenpost)
- Jörg Pilawa (* 1965), moderator TV
- Verona Pooth (* 1968), producător,
- Judith Rakers (* 1976), speaker la Tagesschau, manager la NDR
- Eduard Rhein (1900–1993), redactor șef a Hörzu, scriitor, inventator
- Jürgen Roland (1925−2007), regizor
- Gerd Ruge (* 1928), jurnalist
- Klaus-Peter Siegloch (* 1946), speaker la NDR, acum la ZDF
- Sven Simon (1941–1980), alias Axel Springer junior, jurnalist și fotograf
- Rut Speer (* 1936), jurnalist și moderator TV
- Axel Springer (1912–1985), editor
- Peter Tamm (* 1928), jurnalist și manager,
- Bettina Tietjen (* 1960), moderator TV
- Werner Veigel (1928–1995), speaker la Tagesschau
- Victoria de la campe (* 1941), moderator TV
- Wilhelm Wieben (* 1935), speaker la Tagesschau, moderator la NDR, actor
- Tarek Youzbachi (* 1971), speaker la Tagesschau
- Peter de la  Zahn (1913–2001), jurnalist

## Sport
- Eric Maxim Choupo-Moting (n. 1989), fotbalist;
- Alexander Zverev (n. 1997), tenismen;
- Vitaly Janelt (n. 1998), fotbalist.